# Зеленоочка
Зеленоочка (Chlorops pumilionis Bjerk) — комаха з ряду двокрилих, шкідник сільського господарства.

## Опис
Муха світло-жовтого кольору, з трьома чорними поздовжніми смужками на спинці і темною трикутною плямою на голові. Очі зеленуваті, лапки чорні. Довжина тіла 3-5 міліметрів. Яйце довжиною 1 мм, біле, подовжене, покрите реберцями, до листя злаків прикріплюється випуклою стороною вверх. Личинка довжиною до 7 міліметрів, жовтувата, малорухома. Останній сегмент дещо приплюснутий і несе на кінці два коротких бугрика. Несправжній кокон циліндричний, світло-жовтого кольору, довжиною 6 міліметрів.

## Екологія
У ярої пшениці та ячменю личинка пошкоджує верхнє міжвузля, проїдаючи у ньому борозенку від колосу до першого вузла. Шкодочиннісь може сягати 20-40% для колосоносних стебел ярої пшениці. Може пошкоджувати такі культури: пшеницю, ячмінь, гречку, жито, кукурудзу, овес, рис, сорго.